# Gonçalo Mendes de Sousa
Gonçalo Mendes I de Sousa o Bom (Antes de 1109 – 5 de outubro de 1179) foi um militar e Cavaleiro medieval do Reino de Portugal, e um importante membro da nobreza portuguesa, como chefe de uma das principais famílias nobres portuguesas, os Sousas.

## Primeiros anos
Gonçalo era filho primogénito do poderoso magnate Mem Viegas de Sousa e da sua esposa Teresa Fernandes de Marnel. Gonçalo pertencia assim à prestigiante Casa de Sousa, que com o casamento dos pais, adquirira vários bens da família de Marnel, na região do Vouga, aí criando para a família um novo núcleo de bens. Os seus primeiros anos de vida coincidem com o governo conjunto dos condes de Portucale, Henrique de Borgonha e Teresa de Leão, não havendo documentação sua pelo menos até aos anos finais do governo da condessa.

### Da morte de Henrique de Borgonha à Batalha de São Mamede (1112-1128)
Os últimos anos do governo da condessa não lhe deviam ser alheios. Após a morte do marido, esta e a irmã, a rainha Urraca de Leão e Castela, alimentaram uma discórdia pelas tentativas que Teresa fazia para duplicar os seus territórios para leste, confirmadas por um tratado entre ambas, em 1123. Alguns nobres partilhavam terras reconhecidas por esse tratado à que desde 1116 se intitulava rainha dos portugalenses. 

#### A ascensão de Afonso VII de Leão e o enfraquecimento de Teresa
Porém, por morte de Urraca de Leão em 1126, sucede-lhe no trono Afonso VII, o qual readopta o título de imperador de toda a Hispânia do avô, procurando a vassalagem dos demais reinos, incluindo entre eles também o Condado Portucalense, que há muito demonstrava tendências autonomistas. 

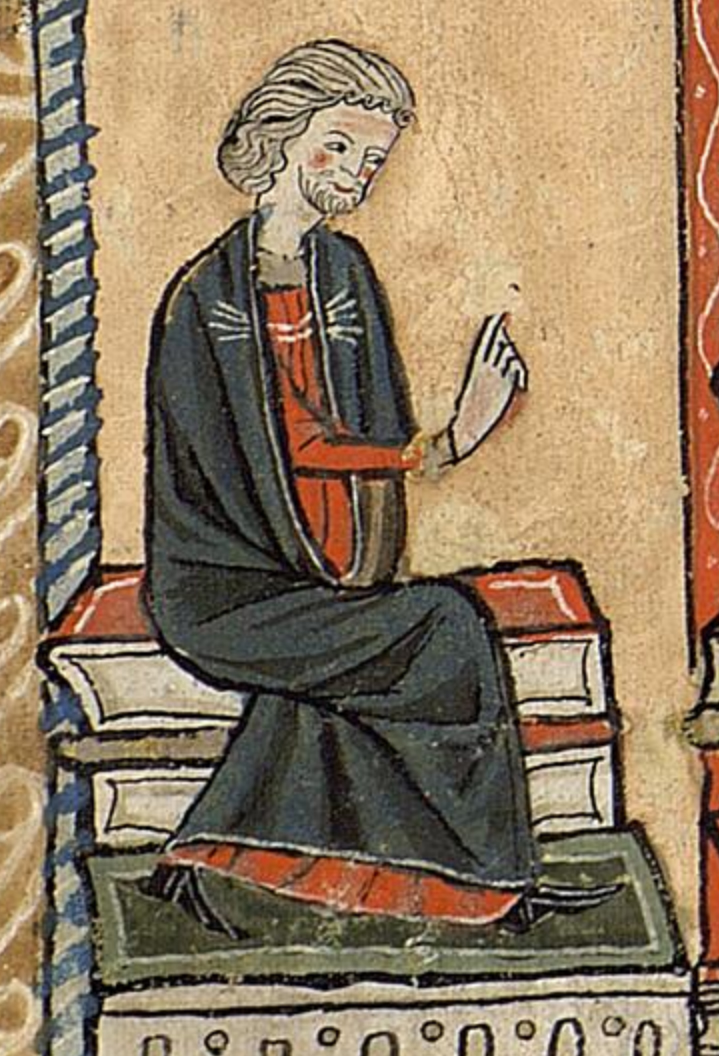
Bermudo Peres de Trava

Tudo mudaria em Portugal com a entrada de dois magnates galegos, irmãos: Bermudo Peres de Trava e Fernão Peres de Trava. A influência que passaram a exercer na rainha de Portugal foi forte o suficiente para, no caso de Bermudo, desposar uma das infantas, Urraca Henriques, e no caso de Fernão, manter uma proximidade maior com a condessa, de quem terá tido inclusive descendência.
Ambos pareciam ser interventores dos dirigentes galegos Pedro Froilaz de Trava (pai dos dois magnates) e Diego Gelmírez, Arcebispo de Santiago, interessados em travar a marcha da libertação portuguesa pela qual a rainha, que até então se batera ferozmente, se deixava enredar neste ardil. A influência que passaram a exercer na rainha de Portugal foi de facto forte o suficiente para afastar magnates de confiança de então, como Egas Moniz, o Aio, dos seus cargos, afastamento provado pelo facto de Egas Moniz, importante homem de confiança de Teresa e do seu então falecido esposo, o conde Henrique de Borgonha, passar a estar submetido em termos governativos, a Fernão Peres, que o substituíra na tenência de Coimbra, e o mesmo com Bermudo Peres, que assumira as de Viseu e Seia. 
É desta forma compreensível que grande parte da aristocracia começasse a não ver com bons olhos os dois galegos e muito menos o mau governo que Teresa começava a protagonizar: Fernão Peres de Trava chegava inclusive a surgir na documentação como príncipe consorte (o que não era). Assim, como um dos principais lesados das más decisões que a rainha começava a tomar, terá sido o responsável pelas primeiras agitações tumultuosas da nobreza.

### A educação do herdeiro Afonso e as primeiras revoltas
Egas Moniz, o Aio era o magnate que por vontade dos condes, se encarregava da educação do então herdeiro, o infante Afonso. O infante crescia “em idade e boa índole” por educação do seu Aio, que amiúde lhe deve ter pintado a sujeição em que Portugal ia recuando no caminho da libertação quase conseguida, a dependência cada vez maior dos galegos a que Portugal se sujeitava na pessoa da sua rainha. O infante que Egas criara e agora incitava à revolta, apesar da ainda curta idade, era, desta forma, também afetado pela vinda dos magnates galegos, que lhe passaram a ser apresentados como os seus inimigos e os que mais ameaçavam a sua herança.
Com efeito, Afonso Henriques mostra a sua rebeldia contra a mãe nos inícios de dezembro de 1127, na carta de couto à ermida de S. Vicente de Fragoso; no próprio documento surge como “conde de Neiva” (ou “tenente de S. Martinho”) e surgem a apoiá-lo: o conde Afonso (que seria provavelmente sogro de Egas Moniz), Lourenço (que poderia já ser o seu filho mais velho) e outros. Em maio do ano seguinte, Egas Moniz volta a apoiar novas rebeldias do seu pupilo (como o foral a Constantim de Panoias, e talvez a doação de Dornelas à Ordem do Hospital), tendo anteriormente, por exigência de situações delicadas dos rebeldes, levado o pupilo a reconciliações fingidas com a mãe.

## A luta pela independência

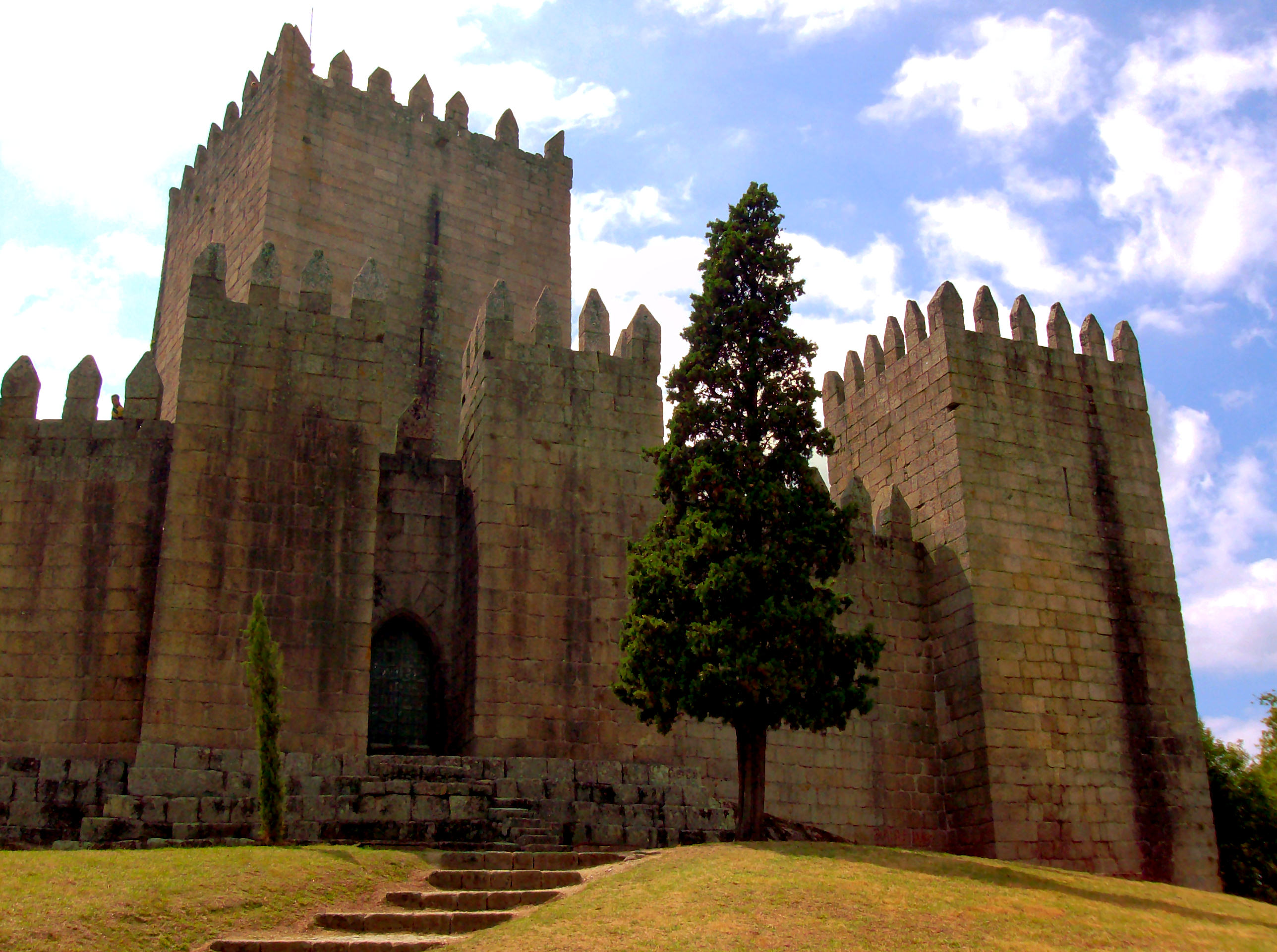
O Castelo de Guimarães, junto ao qual se travou uma das mais importantes batalhas da resistência portuguesa.

A mais flagrante das investidas contra a suserania leonesa dá-se em março (ou inícios de abril) de 1128, forçada pela vinda a Portugal do Imperador Afonso VII em pessoa. Este havia preparado a sua viagem pré-nupcial a Barcelona por mar, para se casar, e desejara uma solução pacífica para o conflito português. Partiu, assim, para o seu destino, do qual não regressaria antes de novembro de 1128, uma vez que entre Barcelona e Leão-Castela se encontrava Aragão, governado pelo padrasto e um dos seus maiores adversários, Afonso O Batalhador.
Os rebeldes aproveitam a ocasião: em maio, estão com Egas Moniz em rebeldia definitiva contra a rainha Teresa. Egas Moniz retirara-se para reunir um exército nas suas terras, com o qual interviria na batalha, que se trava junto ao Castelo de Guimarães, o foco dos revoltosos, no dia de S. João de 1128, batalha que ficaria conhecida como a célebre Batalha de São Mamede. Diz-se que o infante fora batido, e ia fugindo dos campos quando encontra Egas Moniz à testa das suas gentes de armas: ambos vão sobre os “estrangeiros”, que dizem “indignos”, e “esmagam-nos”. 
Apesar de lidar com Aragão, nada impediu Afonso VII de combater Portugal: protegendo-se de Aragão, mas pretendendo uma ofensiva na frente ocidental de guerra, trava a “batalha” de Arcos de Valdevez (ou da Veiga da Matança, nome que ainda perdura), provavelmente no final de 1128 ou no início de 1129. Infelizmente, Afonso Henriques e Egas Moniz não conseguiram conter o avanço do Imperador e retiraram-se para Guimarães com a grande nobreza, que se compunha, para além de Gonçalo e do seu irmão Soeiro Mendes de Sousa, de Garcia, Gonçalo, Henrique e Oveco Cendones; Egas Gondesendes II de Baião; Mem Moniz de Riba Douro e Ermígio Moniz de Riba Douro, irmãos de Egas; Afonso Nunes de Celanova; os filhos mais velhos do Aio (Lourenço, Ermígio e Rodrigo Viegas), e outros, como Garcia Soares, Sancho Nunes, Nuno Guterres, Nuno Soares, Mem Fernandes, Paio Pinhões, Pero Gomes, Mem Pais, Romão Romanes, Paio Ramires, Mem Viegas, e Gueda Mendes.
A situação dos sitiados era precária, mas Afonso Henriques atua com os seus nobres: Paio Soares, Soeiro Mendes e Gonçalo Mendes da Maia, além do irmão destes últimos, Paio Mendes, arcebispo de Braga.
Mas contrariamente ao que se costuma relatar, Afonso Henriques nunca foi pressionado para cumprir a palavra dada ao Imperador; aliás essa promessa dos nobres é imediatamente quebrada em 1130 com a invasão da Galiza, travando-se a Batalha de Cerneja (1137), da qual saem vitoriosos os portucalenses. Afonso VII não pôde conter as invasões dadas as querelas com o padrasto em Aragão.

### O rescaldo da Batalha
Logo em 1128, quando Afonso Henriques confirma o foral dado a Guimarães pelos pais, Gonçalo era, na verdade, um dos burgueses que comigo suportaram o mal e o sacrifício em Guimarães, cujos privilégios incluíamː nunca dêem fossadeira das suas herdades e o seu haver onde quer que seja esteja a salvo e quem o tomar por mal pague-me 60 soldos e dê, além disso, o haver em dobro ao seu dono.
Para os que, como Gomes Nunes de Pombeiro, preferiram apoiar o partido de Teresa e Afonso VII de Leão, tiveram os seus bens confiscados. No caso de Gomes Nunes de Pombeiro, que detinha o padroado do Mosteiro de Pombeiro e vários outros bens em redor, Afonso Henriques transferiu os seus bens para Gonçalo, que para além de seu companheiro era primo coirmão do traidor, como prémio pela fidelidade e os grandes serviços deste. O monarca viria a fazer as pazes com o galego em 1140, pois o mesmo readquire bens que doa por essa altura a Pombeiro, onde viria a ser sepultado. 

## Papel fundiário
Em 1130, o pai de Gonçalo, Mem Viegas, falece, e Gonçalo torna-se no novo chefe da família. Será de facto com Gonçalo que a família de Sousa começou a construir uma relação duradoura com a coroa e a corte, com altos e baixos, mas que permaneceria cimentada até à sua extinção na segunda metade do século XIII.
Senhor de várias honras pelo lado paterno, com destaque para as de Carvalhosa, Eiriz, São Pedro de Ferreira e Unhão, Gonçalo terá escolhido esta última para residir e aí fez erguer a igreja local, dedicada no ano de 1165, com o auxílio do Arcebispo de Braga D. João Peculiar. 
Da parte da mãe teve os bens herdados dos Marnel, destacando-se Eixo, Requeixo, Lamas e Óis da Ribeira.
Contudo, uma importante parte dos seus bens veio também do seu segundo casamento com a rica-dona Dórdia Viegas de Ribadouro, filha do célebre magnate Egas Moniz, o Aio, de quem herdou sobretudo as honras de Lalim, Várzea da Serra, Ribelas e Mós.

### Magnate povoador
Em 1163, o rei, por carta, deu-lhe, para povoar e fortificar, o sítio de Alcanede, onde, segundo a própria doação, parece que povoação nunca houvera. Gonçalo Mendes dedicou-se então à povoação desta mesma vila, fundando, como lhe fora pedido, vila e castelo. Esta vila terá sido uma das raras propriedades de grandes membros da aristocracia a sul do rio Mondego, limite que os monarcas desde cedo pretenderam impor face à expansão nobiliárquica.

## Na corte
A primeira presença conhecida de Gonçalo é em maio de 1136, quando confirma o foral de Seia, com Egas Moniz, o Aio e Gonçalo Rodrigues (de Leomil). Gonçalo, a partir daí, tentará, e conseguirá, exercer maior influência na corte, pois, durante pelo menos dez anos (1157-1167) Gonçalo desempenha as mais altas funções do Estadoː Mordomo-mor, cargo com que figurou na doação, pelo rei, do castelo de Idanha à Ordem Templária, em 1165.
Pertencia, simultaneamente, ao serviço particular do rei, pois em fins de 1155 coutava e levava do Mosteiro de Santa Cruz de Coimbra o dinheiro que o soberano lá guardava, uma soma de 27 000 maravedis, provavelmente para depois lhe entregar em mãos. 
Esteve ainda presente, nos finais de janeiro de 1160, em Tui, junto do monarca de Portugal, nas conversações entre este e o conde Raimundo Berengário IV de Barcelona, para a negociação do casamento da infanta Mafalda com o futuro Afonso II de Aragão, negociação que não chegou a realizar-se dado ter falecido a infanta, nesse mesmo ano. Em 1162, assiste, na Igreja de Santa Cruz de Coimbra, à dadiva, pelo monarca, de grandes privilégios ao mosteiro. 

### Relação com Afonso I de Portugal
Tal confiança de que Gonçalo era merecedor da parte do monarca torna evidente que o que os unia era um grande companheirismo e amizade. Gonçalo fora, desde muito cedo, um grande partidário da causa do infante Afonso, participando, como se viu, ativamente na causa que o levou a combater a mãe na Batalha de São Mamede. De idades próximas, Gonçalo e o rei terão sido mesmo amigos pessoais.
Em contraste, esta confiança evidencia também a pouca coerência dos episódios dos Livros de Linhagens, nos quais, de certa maneira, Gonçalo acaba prejudicado por Afonso Henriques.

#### O episódio da traição
Segundo os Livros de Linhagens, mais precisamente Livro Velho de Linhagens, o rei visitou Gonçalo na sua quintã em Unhão, não longe de Guimarães, e, enquanto este se ocupava de receber o rei, este foi à sua esposa, Sancha, tendo-os surpreendido Gonçalo; resolvido a castigar a esposa, tê-la-á tosquiado, pôs-lhe uma pele do avesso e pô-lo em cima de um sendeiro de albarda, o rosto contra o rabo do sendeiro e um homem com ela e não mais e enviou-a para a sua terra. O rei, ofendido, terá dito que por menos de aquilo, cegara em Atei sete condes um adiantado de seu avô, retorquindo-lhe Gonçalo que nesse tempo o adiantado os cegara à traição e, apesar disto, morrera. 
A história de uma traição do rei face ao nobre não é nova na tradição literária, e os Sousas, sobretudo, carregavam consigo uma memória especialmente desprestigiante face ao poder régio. Egas Gomes de Sousa (confundido com Echega Guiçoi, que não fora sequer contemporâneo do avô de Afonso Henriques, Afonso VI de Leão e Castela), fora cego, juntamente com outros seis condes por um outro conde, Mem Soares, a mando de Afonso VI de Leão, no paço de Novelas, pertença dos Sousas. A ideia de que o rei trai o nobre na casa deste repete-se, assim, nas pessoas de Gonçalo e Afonso Henriques. O primeiro é vítima do segundo, que trai a sua confiança e ainda ameaça com o mesmo destino do avô daquele. Apesar de tudo não há provas documentais que comprovem a existência deste episódio.

#### O episódio danata
Os Livros de Linhagens contam também que, a dada altura, comiam com o reiː Gonçalo, Sancho Nunes de Celanova e Fernão Mendes II de Bragança, quando pela barba deste escorria a nata que sorvia, do que todos se riram, deixando o Braganção furibundo ao ponto de se afastar de todos. Afonso, para conseguir o perdão pela honra manchada, teve de tirar o marido à irmã, e dá-la a ele. De facto a infanta Sancha Henriques foi casada com Sancho Nunes de Celanova e também com Fernão Mendes II de Bragança. O monarca teve ainda de doar a Fernão Mendes alguns bens do Sousão. Na verdade, talvez Gonçalo exercesse domínio em zonas onde o Braganção também exercia: na doação, pelo rei de Portugal, de São Pedro de Agostém (Chaves) ao Arcebispo de Braga, dá o consentimento Fernão Mendes, apesar de aí ter fronteira de propriedade com Gonçalo de Sousa. No primeiro dia de 1152, Afonso I dá carta de foral aos povoadores de Freixo de Numão, e, segundo a própria carta, dá foral por conselho de Fernão Mendes e ajuda de Gonçalo de Sousa.

### No campo de batalha junto a Afonso I de Portugal

#### Invasões portuguesas e galegas
Imediatamente a seguir à expulsão dos galegos em 1128, Gonçalo seguiu o infante nas suas invasões na Galiza. Leoneses e galegos responderam a esta invasão com uma outra, por Chaves, onde Gonçalo exercia cargo tenencial, e vieram cercar o castelo de Aguiar de Pena, nas primeiras elevações das montanhas de Barroso. 
Segundo o autor da “Vida de Sta. Senhorinha” (da casa de Sousa), Gonçalo Mendes estaria a folgar um dia em sua terra (provavelmente Unhão). Durante o caminho, o hagiógrafo relata o curioso acaso de Gonçalo passar junto à igreja dedicada à sua antepassada (Santa Senhorinha de Basto), e não a reverenciara, pelo que a sua montada se terá recusado a seguir caminho. Gonçalo terá assim voltado atrás e entrado para orar, após o qual seguiu caminho e teve êxito na sua ação. De facto, Gonçalo expulsou rapidamente o cerco dos invasores do castelo e ainda os perseguiu pelas terras de Monforte de Rio Livre, devolvendo-os depois à sua procedência. 

#### Na Batalha de Ourique

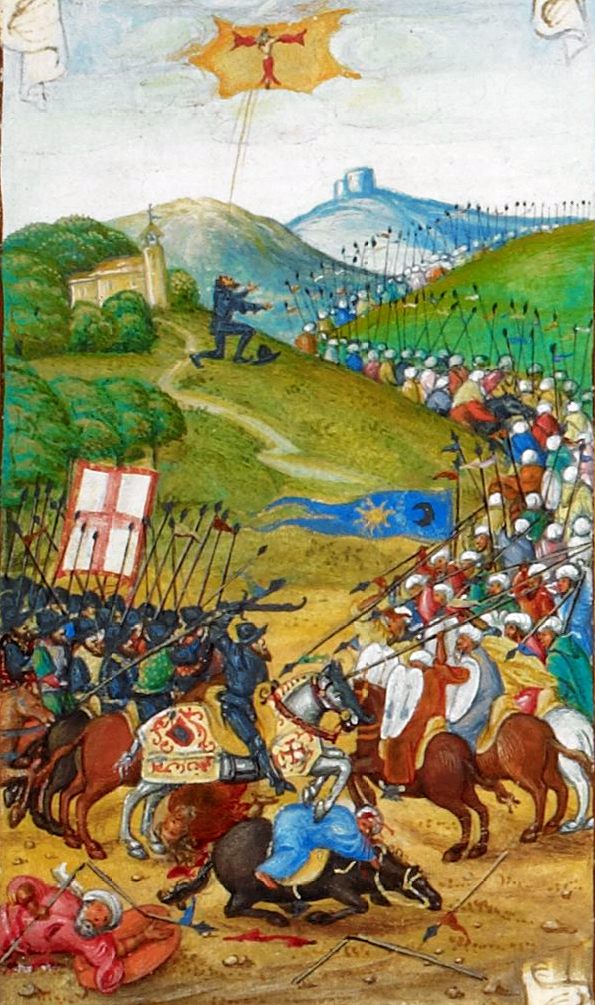
Representação da Batalha de Ourique na Genealogia dos Reis de Portugal

Gonçalo também assistiu o rei de Portugal nos célebres combates contra os Mouros. É provável que este fidalgo tenha entrado na Batalha de Ourique, como procurador do rei ou como seu coadjuvante, embora não haja documentação para confirmar este facto. A retaguarda da batalha teria sido dada a Gonçalo e ao seu cunhado, Lourenço Viegas de Ribadouro. É também crível (embora não documentada) a realização de um congresso após a batalha, na igreja de Almacave, onde Lourenço terá intervido, dizendo:
| “ | Fez-vos juntar aqui el-rei D. Afonso, o qual levantastes no campo de Ourique, para que vejais as letras do Santíssimo Padre e digais se quereis que ele seja rei; e se assim é a vossa vontade, dai-lhe a insígnia real. | ” |

Colocada a coroa dos reis godos na cabeça do príncipe por mão do arcebispo de Braga, feitas as leis sobre a herança e a sucessão do reino, voltaria Lourenço a erguer-se:
| “ | Quereis fazer leis da nobreza e da justiça? | ” |

Feitas essas leis, perguntou novamente:
| “ | Quereis que el-rei nosso senhor vá às cortes de el-rei de Leão, ou lhe dê tributo ou a alguma pessoa, tirando ao senhor Papa que o confirme no reino? | ” |

E todos de espada alçada teriam proclamado a independência de Portugal e do seu rei. Em 1139, Lourenço Viegas é um dos quinze nobres que confirmam o documento, o que auxilia a compreender o seu papel na reunião de Almacave, seja qual for a data, tipo ou fins verdadeiros da reunião.

#### A Conquista de Santarém
Segundo uma memória do Mosteiro de Santa Cruz de Coimbra, Afonso Henriques passeava nos campos do Arnado, perto de Coimbra, com os seus vassalos que lhe eram mais próximos: Lourenço Viegas de Ribadouro, Pedro Pais da Maia e ele, Gonçalo Mendes. A fonte conta que o rei terá revelado a estes o segredo das suas intenções de conquista da vila de Santarém. Esta proposta foi encorajada por eles, que o terão provavelmente acompanhado de perto na conquista da cidade.

## Últimos anos
Diz-se que em 1178 ainda acompanhou o infante Sancho na sua entrada pela Andaluzia, até Sevilha, apesar da dúvida de se ainda seria vivo (poderia ser o seu neto homónimo, porque o avô deste era já muito idoso). Gonçalo Mendes faleceu a 5 de outubro de 1179.

### Legado
Aquando das suas últimas vontades, escolheu o Mosteiro de Pombeiro, do qual foi padroeiro, para sua sepultura, deixando ao mosteiro todas as suas herdades de Basto, três libras da igreja de Margaride, cinco libras da Igreja de São Veríssimo, a Igreja de Samarim para refazer as vestes sacras e a torre (atual casa do Paço de Pombeiro) que ali edificara para hospício e albergaria dos peregrinos que passassem a caminho de Santiago de Compostela.
Dele diz, em suma, o autor da vida de Sta. Senhorinha, ser um príncipe nobre e cavaleiro deste reino, o qual era muito provado de el-rei D. Afonso… e mui poderoso; e todo o conselho de el-rei era com ele, depois de falecido o Aio.
O episódio de desentendimento entre Gonçalo Mendes e o rei de Portugal, do Livro Velho de Linhagens, viria a ser aproveitado, séculos depois, pelo dramaturgo D. João de Castro, na sua obra O Pecado de D. Afonso Henriques.

## Matrimónios e descendência
O primeiro casamento foi com Urraca Sanches de Celanova, filha de Sancho Nunes de Celanova e de Sancha Henriques, infanta de Portugal, de quem teve:
- Mendo de Sousa, o Sousão[12], herdeiro da chefia da família.

O segundo casamento foi com Dórdia Viegas de Ribadouro, filha de Egas Moniz, o Aio e de Teresa Afonso de Celanova, de quem teve:
- Teresa Gonçalves de Sousa[12], casada com Vasco Fernandes de Soverosa, filho de Fernão Peres "o Cativo";
- Elvira Gonçalves de Sousa[12], casada com Soeiro Mendes de Tougues "o Facha".

Os Livros de Linhagens documentam-lhe um terceiro casamento com Sancha Álvares, a causa do seu suposto "desaire" com Afonso I de Portugal em Unhão. Da união não houve descendência.
Teve ainda descendência documentada de uma barregã, Goldora Goldores de Refronteira:
- Fernando Gonçalves de Sousa[12] casado com Teresa Pires Velho;
- Marinha Gonçalves de Sousa[12], casou com Martim Pires de Aguiar.